# 蒋元德
蒋元德（1945年12月—），浙江象山人，中华人民共和国政治人物、外交官。

## 生平
1964年，公派在澳门学习葡萄牙语。1971年，在浙江省诸暨市陈蔡中学担任教师。1974年，进入中华人民共和国外交部工作，先后在驻莫桑比克大使馆、外交部非洲司任职。1986年，任驻安哥拉大使馆参赞。1989年，任驻巴西大使馆参赞。1992年，任外交部非洲司参赞。1996年5月，出任中华人民共和国驻佛得角大使。1999年2月，出任中华人民共和国驻安哥拉大使。2002年9月，出任中华人民共和国驻巴西大使。2006年3月，自驻巴西大使离任。

## 家庭
已婚，有一女。